# Giorgi Loria
Giorgi Loria (ur. 27 stycznia 1986 w Tbilisi) – gruziński piłkarz, grający na pozycji bramkarza w Dinamo Tbilisi. Reprezentant Gruzji.

## Odznaczenia
- Order Honoru – 2024[1][2][3][4]